# Beskid (825 m)
Beskid (825 m n.p.m.) – mało wybitny szczyt w Beskidzie Śląskim, w niskim paśmie będącym łącznikiem między Pasmem Baraniej Góry i Skrzycznego, a Pasmem Stożka i Czantorii. Pasmem tym biegnie główny dział wód między zlewniami Wisły i Odry. Beskid znajduje się w nim między przełęczami Łączecko (774 m) i Kubalonka (761 m).
Północno-wschodnie stoki Beskidu opadają do doliny potoku Głębiczek, ze stoków południowych i południowo-wschodnich spływają liczne cieki Pośredniego Potoku. Beskid jest porośnięty lasem, ale dawniej był znacznie bardziej bezleśny, dużą część jego stoków zajmowały hale pasterskie. Jego grzbietem biegnie granica między wsią Istebna i miastem Wisła.
Na grzbietowych polanach Beskidu znajdują się niewielkie osiedla Mraźnica, Mraźnice, Mruzków i Kuczerka. Nazwy Mraźnica i Mraźnice są wołoskiego pochodzenia. Mraźnicami pasterze nazywali miejsca w górach, w których spędzali zimę nie schodząc ze swoimi owcami do wsi. Owce zimowały i kociły się w ogrodzonym miejscu w młodym lesie. Górale z Istebnej Mraźnicami nazywali również odcinek grzbietu między szczytem Beskidu a przełęczą Łączecko. Według ludowych podań wykonywano tu wyroki śmierci na tych, którzy nie szanowali praw szałaśniczych.

## Szlaki turystyczne
Przez Beskid biegnie Główny Szlak Beskidzki:
 odcinek: przełęcz Kubalonka – Beskid – przełęcz Łączecko – Kiczory. Odległość 5,8 km, czas przejścia 1:50 h, z powrotem 1:35 h.